# Ranón
Ranón es una parroquia del concejo asturiano de Soto del Barco, en el Principado de Asturias (España). Ocupa una extensión de 6,29 km² y alberga una población de 1894 habitantes.(INE 2016)

## Poblaciones
Según el nomenclátor de 2020 la parroquia está formada por las poblaciones de:
- San Juan de la Arena (lugar): 1371 habitantes.
- Ranón (lugar): 214 habitantes.